# Пирин (1925)
Вижте пояснителната страница за други значения на Пирин.
„Пирин“ с подзаглавие Орган на населението от освободената част на Македония е български вестник, излязъл в 1 брой през септември 1925 година в Горна Джумая.
Издава редакционен комитет. Вестникът публикува статии за населените места и за икономическото състояние на региона. Печата се в печатница „Ст. Николов“.